# Swilland
Swilland es una pueblo y un parroquia civil del distrito de East Suffolk, en el condado de Suffolk (Inglaterra). Se encuentra a 9 km de Ipswich. Según el censo de 2011, Swilland tenía 163 habitantes. Está listado en el Domesday Book como Sudwelle.